# 夏崇文
夏崇文（1456年—1507年），字廷章，湖廣長沙府湘陰縣人，官籍，明朝政治人物。同進士出身。

## 生平
早年出身府學增廣生，舉湖廣鄉試第十二名。成化十四年（1478年）戊戌科會試第一百十名，殿試登進士第三甲第一百一十四名。授南京吏部验封司主事，升郎中，弘治八年（1495年）二月升南京通政使司左參議，十四年十一月升南京太僕寺少卿，十八年二月官至南京右通政。正德二年卒，年五十二。

## 著作
辑有《夏忠靖遗事》。

## 家族
曾祖夏時敏，曾任教諭贈少保兼太子少傅戶部尚書。祖父夏原吉，曾任少保兼太子少傅戶部尚書特進光祿大夫贈太師諡忠靖。父夏瑄，曾任尚寶司卿。前母周氏，贈宜人；母李氏，封宜人。具慶下。弟崇武、崇勋。